# Mary Montagu, Công tước phu nhân xứ Montagu
Mary Montagu, Công tước phu nhân xứ Montagu (khoảng năm 1711/1712 – ngày 2 tháng 5 năm 1775), được gọi là Bá tước phu nhân xứ Cardigan từ năm 1730 đến năm 1749, là vợ của George Brudenell, Công tước thứ 1 xứ Montagu. 
Mary Montagu qua đời khi được khoảng 63 tuổi và được chôn cất tại Nhà thờ Thánh Edmund, Warkton, Northamptonshire. Tượng đài tưởng niệm của Mary Montagu được điêu khắc bởi Peter Mathias van Gelder theo thiết kế của Robert Adam và được hoàn thành vào năm 1781.